# Mollie Hunter
Maureen Mollie Hunter McIlwraith, más conocida como Mollie Hunter (Longniddry, East Lothian, 30 de junio de 1922 - Inverness, 31 de julio de 2012) fue una escritora escocesa.
Su primera novela fue "El hombre más listo de Irlanda" en 1963. Escribió literatura fantástica para niños, ficción histórica para jóvenes y novela para adultos. Asimismo, ha escrito Ha llegado un extraño.
Ganó el Carnegie Medal en 1974 por La fortaleza.
La mayoría de sus obras están inspiradas en el folclore y el paisaje escocés.